# Sorong
Sorong (ook wel Solong) is een stad (kota) op de noordwestkust van het eiland Nieuw-Guinea, in het westen van de Indonesische provincie West-Papoea (Papua Barat). De stad ligt aan de Straat Sele van de Grote Oceaan, aan westzijde van het schiereiland Vogelkop. Aan westzijde liggen de Raja Ampat-eilanden, aan oostzijde wordt het bestuurlijk gezien omringd door het gelijknamige regentschap (kabupaten) Sorong. De snelgroeiende stad telt inclusief de omringende 22 dorpen 172.855 inwoners (2008) en heeft een oppervlakte van 1.105 km².
Sorong vormt het logistieke centrum van de olie- en gasindustrie op het Indonesische deel van het eiland, hetgeen zich manifesteert in een groeiende rijkdom en economische voorspoed. De stad telt ruim 50.000 inwoners en vormt daarmee een van de grotere steden van Papoea. De inwoners bestaan net als bij de meeste West-Papoeaanse steden vooral uit transmigrasi.
De naam 'Sorong' komt van het woord soren wat iets als "diepe zee" betekent. Vermoedelijk komt dit uit een Biaks dialect, daar de Biakkers vanuit Biak naar de Raja Ampat voeren en zich er uiteindelijk ook vestigden. Na de opdeling in 2022 van de Indonesische provincies Papua en Papua Barat in zes nieuwe provincies werd Sorong de provinciehoofdplaats van Papua Barat Daya (Zuidwest-Papoea).

## Geschiedenis
In 1908 werd olie gevonden nabij Sorong. Door Shell-dochter Nederlandsch Nieuw-Guinea Petroleum Maatschappij (NNGPM) werd een kantoor opgezet op het eiland Doom (Sorong-Doom; onderdeel van de Rombombo-eilanden) ten zuidwesten van het huidige Sorong. In 1932 werd de eerste olieput geslagen. Door Japanse bombardementen tijdens de Tweede Wereldoorlog werd de plaats zwaar getroffen en het duurde tot na de oorlog alvorens de olie-industrie echt van de grond kwam. De olie vormde een van de redenen waarom Nederland na 1949 bleef vasthouden aan Nederlands-Nieuw-Guinea. Sorong-Doom vormde begin jaren 1950 de bestuurszetel van de afdeling West Nieuw-Guinea. In 1957 verplaatste de resident de bestuurszetel echter naar Manokwari. Kort daarvoor was de onderafdeling Sorong reeds verplaatst naar de huidige locatie van Sorong, waarvoor de NNGPM het zogenoemde Remoeland had vrijgemaakt (Remoe werd daarop een stadsdeel van Sorong). Dit deel werd 'Sorong-vaste-wal' of 'Sorong Olie' genoemd ter onderscheiding van 'Sorong-Doom'. Voor de oliewinning werden een aantal nederzettingen gebouwd; de kampongs Klademak I, II en III voor arbeiders uit andere delen van Indonesië, een nederzetting voor lager administratief personeel (krani's), een kampong voor Papoea's en Chinese arbeiders en plaatsen voor de expats. De Koninklijke Paketvaart Maatschappij verzorgde vaarverbindingen met Hollandia, Merauke en Singapore en de KLM vloog tweewekelijks tussen Sorong en Biak. In 1956 telde 'Sorong Olie' 7.689 inwoners (waaronder 3.075 papoea's, 3.728 'Aziaten' (vooral Indonesiërs en Chinezen) en 886 'Europeanen') tegen 1.677 voor 'Sorong Doom'. Het topjaar voor de NNGPM was 1954, toen vanuit Sorong een half miljoen ton aardolie (26,4 miljoen gulden) werd geëxporteerd. Daarna nam de oliewinning echter snel af en werd een slechte toekomst voorzien voor de olie en Sorong. In 1961 waren de meeste expats vertrokken en werden er Nederlandse militairen gelegerd (in de wijk Klademak) in afwachting van hun terugreis.
Alvorens Indonesië de macht verkreeg over Papoea verkocht de NNGPM haar bezittingen en nam de Indonesische staatsoliemaatschappij Pertamina de oliewinning over. Pertamina bracht een aantal andere Westerse oliemaatschappijen naar het gebied, die de oliewinning verder ter hand namen en zorgden voor een heropleving van de economie. Met name het olieveld Wiriagar werd bekend. In meer recente jaren wordt er ook veel hout geëxporteerd. Omdat de Indonesische overheid vereist dat frezen en houtbewerking lokaal wordt verricht, zijn er ook een aantal houtfabrieken (bijvoorbeeld voor de productie van multiplex) gebouwd in de stad. In de wateren rondom Sorong wordt gevist op garnalen en tonijn. Op het eiland Kabra, dat net als Doom onderdeel vormt van de Rombombo-eilanden, bevindt zich een Japanse parelkwekerij (cultivéparels) en verder worden er haaievinnen en zeekomkommers geëxporteerd naar China, Hongkong en Taiwan. De stad groeit de laatste jaren sterk door haar logistieke positie voor het door wegenaanleg steeds verder uitdijende achterland.

## Bestuur
In 1996 werd de 'kota' Sorong bestuurlijk geformeerd. In 2000 werd het regentschap Sorong er vanaf gesplitst.
De kota bestaat uit vijf onderdistricten (in Papoea distrik genoemd) :
- Sorong;
- Sorong Barat (West);
- Sorong Kepulauan (Eilanden);
- Sorong Timur (Oost);
- Sorong Utara (Noord).

## Vervoer

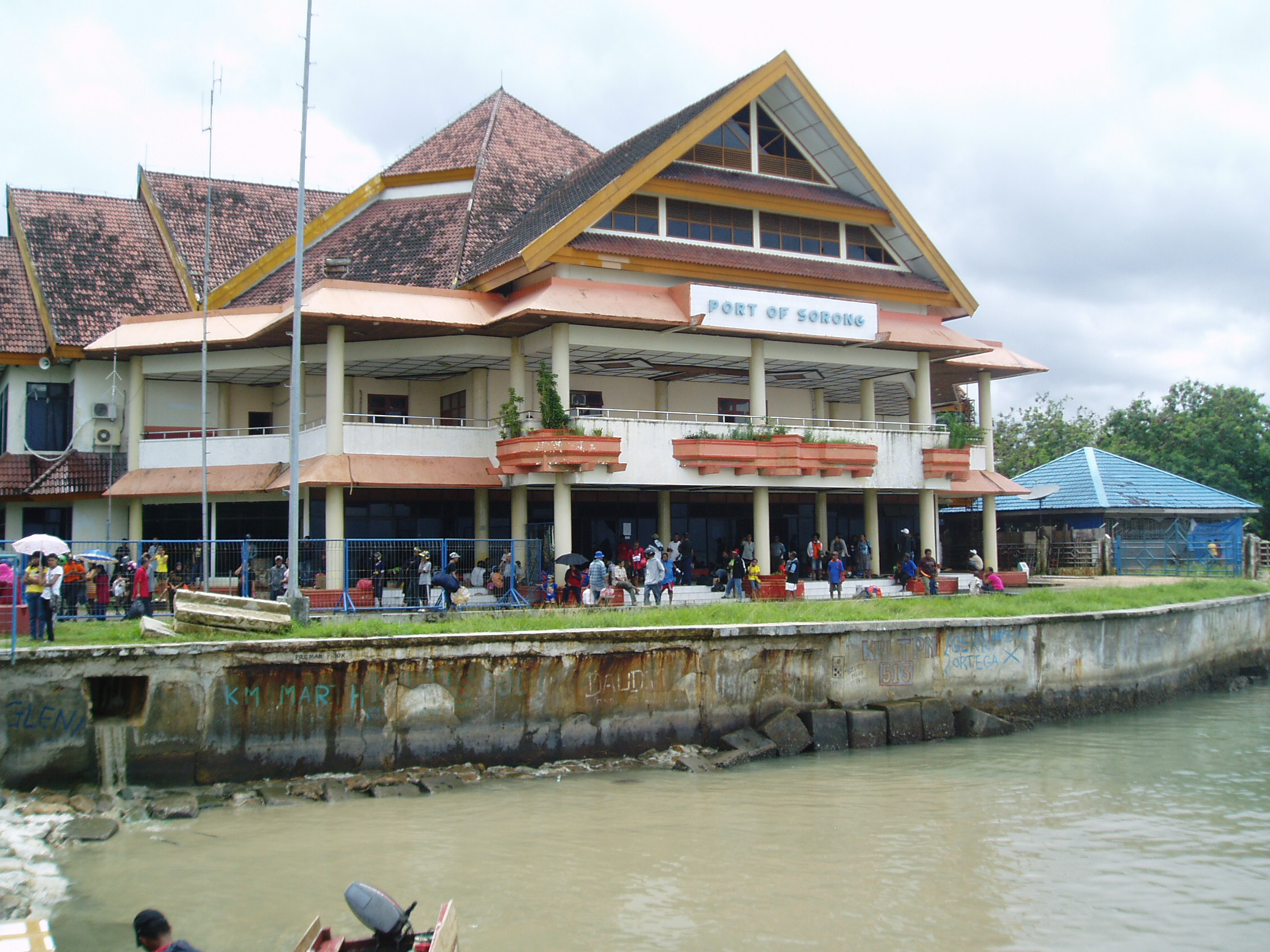
Havengebouw van Sorong. Transitpunt voor onder andere Pelni-schepen

De stad heeft wegverbindingen met de meeste plaatsen in het westelijk deel van de Vogelkop, waaronder de stad Teminabuan. Vliegverbindingen zijn er met Jakarta, Manokwari, Fakfak en andere plaatsen. Sorong had lange tijd geen eigen luchthaven nabij de stad. De luchthaven Jefman (of Jeffman; een restant uit de Tweede Wereldoorlog) was gelegen op het eilandje Jefman 30 kilometer uit de kust, waardoor reizigers altijd een boot moesten nemen om naar de stad te gaan. In 2005 werd echter de oude luchthaven direct ten zuiden van de stad na gemoderniseerd te zijn opnieuw in gebruik genomen, luchthaven Domine Eduard Osok (oude benaming: Sorong-Mainland en eerder Sorong-vaste-wal/Sorong Olie). Dat vliegveld nam de ICAO-code 'SOX' over van vliegveld Jeffman, dat in opdracht van de overheid werd gesloten. De oude ICAO-code 'WA1A' van Domine Eduard Osok is hierdoor komen te vervallen.
De nationale Pelni-lijn vaart vanuit Sorong onder andere op Manokwari, Biak-stad, Serui en Jayapura.

## Bezienswaardigheden
De stad heeft een fraaie strandpromenade en telt een aantal historische gebouwen uit de Nederlandse olieperiode. Het is een contrastrijke stad. In de buurt van de stad liggen de volgende bezienswaardigheden:
- Kaap Cassuwary: 3 km van Sorong, strand met koraalriffen;
- Krokodilleneiland, 500 meter uit het strand;
- het eiland Kafiau;
- het eiland Matan;
- de heetwaterbronnen van Klaijili, 60 km van Sorong;
- een beschermd bosgebied, 15 km van Sorong.

Sorong vormt verder de belangrijkste uitvalsbasis voor toeristische tochten naar de nabijgelegen Raja Ampat-eilanden en de erbij gelegen koraalriffen van de Koraaldriehoek.

## Geboren in Sorong
- Patty Brard (1955), Nederlandse televisiepresentatrice en zangeres.
- Clark Nowack (1960), Nederlandse docent onderzoeker zorgtechnologie.

Stadsgemeente: Sorong

Regentschappen: Fakfak · Kaimana · Manokwari · Maybrat · Raja Ampat · Sorong · Sorong Selatan · Tambrauw · Teluk Bintuni · Teluk Wondama